# Шампјер
Шампјер (фр. Champier) насеље је и општина у источној Француској у региону Рона-Алпи, у департману Изер која припада префектури Вјен.
По подацима из 2011. године у општини је живело 1270 становника, а густина насељености је износила 88,01 становника/km². Општина се простире на површини од 14,43 km². Налази се на средњој надморској висини од 507 метара (максималној 631 m, а минималној 470 m).

## Демографија
| 1962. | 1968. | 1975. | 1982. | 1990. | 1999. | 2011. |
| ----- | ----- | ----- | ----- | ----- | ----- | ----- |
| 711   | 741   | 757   | 832   | 873   | 967   | 1.270 |

График промене броја становника у току последњих година